# Officine Introzzi

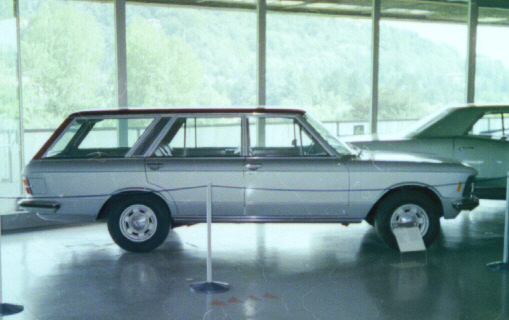
Fünftüriger Kombi auf der Basis des Fiat 130

Officine Introzzi war ein italienischer Hersteller von Automobilkarosserien. Das Unternehmen geht auf die Carrozzeria Introzzi zurück; beide waren ungeachtet familiärer Bindungen zwischen den Inhabern aber formal und organisatorisch unabhängig. Officine Introzzi wurde vor allem durch Nutzfahrzeuge und Umbauten von Fiat-Modellen bekannt.

## Unternehmensgeschichte
Gründer der Officine Introzzi war der gelernte Karosseriebauer Giuseppe Introzzi. Sein Vater Giovanni führte das in Como ansässige Karosseriebauunternehmen Carrozzeria Introzzi, das in den Jahren nach dem Zweiten Weltkrieg in erster Linie Nutzfahrzeugaufbauten herstellte, vereinzelt aber auch Personenkraftwagen veredelte. Zum Ende der 1950er-Jahre war das Unternehmen noch vollständig auf die Produktion in Handarbeit ausgerichtet. Giuseppe Introzzi, der einige Jahre lang im Betrieb seines Vaters gearbeitet hatte, versuchte, maschinelle Fertigungsmethoden einzuführen, konnte seine Vorstellungen allerdings nicht umsetzen. 1960 verließ er das elterliche Unternehmen und gründete in Lipomo, einer Nachbargemeinde Comos, einen eigenständigen Betrieb, der als Officine Introzzi firmierte.
Die Officine Introzzi fertigte in den 1960er- und 1970er-Jahren vor allem Nutzfahrzeuge, wobei Serienautomobile in Krankenwagen, Bestattungsfahrzeuge oder Lieferwagen umgebaut wurden. Die Produkte waren so weit wie möglich standardisiert. Vielfach entstanden kleine Serien. Introzzi bot auch Panzerungen für Serienfahrzeuge an; einige Exemplare wurden an das italienische Militär geliefert. Umbauten für rein private Nutzungszwecke blieben die Ausnahme. Ein Beispiel hierfür ist ein fünftüriger Kombiwagen auf der Basis der Fiat 130 Berlina. 1980 legte Introzzi eine Kleinserie veredelter Fiat-Ritmo-Modelle auf: Die nach einem Palast am Comer See Villa d’Este benannte Baureihe hatte äußerlich eine breite C-Säule und ein mit Vinyl bezogenes Dach. Im Innenraum waren die Fahrzeuge mit einer Lederpolsterung, einem Fernseh- sowie einem Diktiergerät ausgestattet. Wenig später erschien ein ähnlich ausgestattetes Modell auf der Basis des Lancia Delta.
Seit Mitte der 1980er-Jahre konzentrierte sich das Unternehmen auf die Panzerung von Serienlimousinen. Einer Quelle zufolge galt Introzzi als eines der führenden Unternehmen in diesem Segment. Introzzi fertigte eine gepanzerte Version des Mercedes-Benz 600 für Augusto Pinochet, einen gepanzerten Lancia Thema für Bettino Craxi und eine Mercedes-Benz G-Klasse für Papst Johannes Paul II. (sog. Papamobil).
1995 starb Giuseppe Introzzi. Wenig später wurde der Betrieb eingestellt und liquidiert.